# 24420 Thasos
24420 Thasos è un asteroide troiano di Giove del campo greco. Scoperto nel 2000, presenta un'orbita caratterizzata da un semiasse maggiore pari a 5,2951388 au e da un'eccentricità di 0,0580467, inclinata di 8,47952° rispetto all'eclittica.
L'asteroide è dedicato a Taso, figlio di Anio.